# Filmfestivalen i Cannes 2018
Filmfestivalen i Cannes 2018 (franska: Festival de Cannes 2018) var den 71:a officiella upplagan av filmfestivalen i Cannes. Den hölls i Cannes, från 8 till 19 maj 2018. Ordförande för tävlingsjuryn var den australiska skådespelerskan Cate Blanchett. Den officiella festivalaffischen föreställer Jean-Paul Belmondo och Anna Karina i Jean-Luc Godards film Tokstollen från 1965. Guldpalmen gick till den japannska filmen Shoplifters i regi av Hirokazu Kore-eda.

## Officiella programmet
Följande filmer togs ut till det officiella programmet:

### Huvudtävlan
| Svensk titel      | Ursprungstitel                               | Regissör              | Produktionsland    |
| ----------------- | -------------------------------------------- | --------------------- | ------------------ |
|                   | Un autre monde                               | Stéphane Brizé        | Frankrike          |
|                   | Ahlat ağacı                                  | Nuri Bilge Ceylan     | Turkiet            |
|                   | Ajka                                         | Sergej Dvortsevoj     | Kazakstan          |
|                   | Todos lo saben (öppningsfilm)                | Asghar Farhadi        | Spanien            |
|                   | Dogman                                       | Matteo Garrone        | Italien            |
|                   | Le livre d'images                            | Jean-Luc Godard       | Frankrike, Schweiz |
| En kniv i hjärtat | Un couteau dans le cœur                      | Yann Gonzalez         | Frankrike          |
|                   | 寝ても覚めても Netemo sameteo (Asako I & II) | Ryusuke Hamaguchi     | Japan              |
|                   | Plaire, aimer et courir vite                 | Christophe Honoré     | Frankrike          |
|                   | Les filles du soleil                         | Eva Husson            | Frankrike          |
|                   | 江湖儿女 Jiang hu er nv                      | Jia Zhangke           | Kina               |
| Shoplifters       | 万引き家族 Manbiki kazoku                    | Hirokazu Kore-eda     | Japan              |
|                   | كفرناحوم Cafarnaúm                           | Nadine Labaki         | Libanon            |
| Bränd             | 버닝 (Beoning)                               | Lee Chang-dong        | Sydkorea           |
|                   | BlacKkKlansman                               | Spike Lee             | Förenta staterna   |
|                   | Under the silver lake                        | David Robert Mitchell | Förenta staterna   |
|                   | سه رخ Se rokh                                | Jafar Panahi          | Iran               |
| Cold War          | Zimna wojna                                  | Paweł Pawlikowski     | Polen              |
|                   | Lazzaro felice                               | Alice Rohrwacher      | Italien            |
|                   | Лето Leto                                    | Kirill Serebrennikov  | Ryssland           |
|                   | يوم الدين Yomeddine                          | Abu Bakr Shawky       | Egypten            |

### Un certain regard
| Svensk titel | Ursprungstitel                          | Regissör                           | Produktionsland              |
| ------------ | --------------------------------------- | ---------------------------------- | ---------------------------- |
| Gräns        | Gräns                                   | Ali Abbasi                         | Sverige, Danmark             |
|              | Sofia                                   | Meryem Benm'Barek-Aloïsi           | Belgien                      |
|              | Les chatouilles                         | Andréa Bescond, Eric Métayer       | Frankrike                    |
|              | 地球最後的夜晚 Di qiu zui hou de ye wan | Bi Gan                             | Kina                         |
|              | मंटो Manto                                | Nandita Das                        | Indien                       |
|              | À genoux les gars                       | Antoine Desrosières                | Frankrike                    |
|              | Girl                                    | Lukas Dhont                        | Belgien                      |
|              | Muere, monstruo, muere                  | Alejandro Fadel                    | Argentina                    |
|              | Gueule d'ange                           | Vanessa Filho                      | Frankrike                    |
|              | Euforia                                 | Valeria Golino                     | Italien                      |
|              | The gentle indifference of the world    | Adilchan Jerzjanov                 | Kazakstan, Frankrike         |
|              | Mon tissu préféré                       | Gaya Jiji                          | Frankrike, Tyskland, Turkiet |
|              | Rafiki                                  | Wanuri Kahiu                       | Kenya                        |
|              | Die Stropers                            | Etienne Kallos                     | Sydafrika, Frankrike         |
|              | In my room                              | Ulrich Köhler                      | Tyskland, Italien            |
|              | Donbass                                 | Sergej Loznitsa                    | Ukraina                      |
|              | El ángel                                | Luis Ortega                        | Argentina, Spanien           |
|              | Chuva é cantoria na aldeia dos mortos   | João Salaviza, Renée Nader Messora | Portugal                     |

### Utom tävlan
| Svensk titel            | Ursprungstitel                 | Regissör         | Produktionsland  |
| ----------------------- | ------------------------------ | ---------------- | ---------------- |
|                         | Gotti                          | Kevin Connolly   | Förenta staterna |
|                         | The man who killed Don Quixote | Terry Gilliam    | Storbritannien   |
| Solo: A Star Wars Story | Solo: A Star Wars Story        | Ron Howard       | Förenta staterna |
|                         | Le grand bain                  | Gilles Lellouche | Frankrike        |
|                         | The house that Jack built      | Lars von Trier   | Danmark          |

Midnattsvisningar
| Svensk titel | Ursprungstitel | Regissör        | Produktionsland  |
| ------------ | -------------- | --------------- | ---------------- |
|              | Fahrenheit 451 | Ramin Bahrani   | Förenta staterna |
|              | Whitney        | Kevin Macdonald | Storbritannien   |
|              | Arctic         | Joe Penna       | Island           |
|              | 공작 Gongjak   | Yoon Jong-bin   | Sydkorea         |

Specialvisningar
| Svensk titel | Ursprungstitel                            | Regissör                                                                          | Produktionsland                           |
| ------------ | ----------------------------------------- | --------------------------------------------------------------------------------- | ----------------------------------------- |
|              | สิบปีในประเทศไทย S̄ib pī nı pratheṣ̄thịy      | Aditya Assarat, Wisit Sasanatieng, Chulayarnon Sriphol, Apichatpong Weerasethakul | Thailand                                  |
|              | The state against Mandela and the others  | Nicolas Champeaux, Gilles Porte                                                   | Frankrike                                 |
|              | O grande circo místico                    | Carlos Diegues                                                                    | Brasilien                                 |
|              | La traversée                              | Romain Goupil                                                                     | Frankrike                                 |
|              | Jeszcze dzień życia                       | Damian Nenow, Raúl de la Fuente                                                   | Polen, Spanien, Tyskland, Belgien, Ungern |
|              | Libre                                     | Michel Toesca                                                                     | Frankrike                                 |
|              | 死靈魂 Sǐ líng hún                        | Wang Bing                                                                         | Kina                                      |
|              | Papst Franziskus – ein Mann seines Wortes | Wim Wenders                                                                       | Frankrike, Tyskland, Italien, Schweiz     |

## Jury

### Huvudtävlan
- Cate Blanchett, australisk skådespelerska, juryordförande
- Chang Chen, kinesisk skådespelare
- Ava DuVernay, amerikansk regissör
- Robert Guédiguian, fransk regissör
- Khadja Nin, burundisk sångerska
- Léa Seydoux, fransk skådespelerska
- Kristen Stewart, amerikansk skådespelerska
- Denis Villeneuve, kanadensisk regissör
- Andrej Zvjagintsev, rysk regissör

### Un certain regard
- Benicio del Toro, puertoricansk skådespelare, juryordförande
- Kantemir Balagov, rysk regissör
- Julie Huntsinger, amerikansk ledare för Telluride Film Festival
- Annemarie Jacir, palestinsk poet och regissör
- Virginie Ledoyen, fransk skådespelerska

### Cinéfondation och kortfilmer
- Bertrand Bonello, fransk regissör, juryordförande*Valeska Grisebach, German film director
- Valeska Grisebach, tysk regissör
- Khalil Joreige, libanesisk konstnär och regissör
- Alanté Kavaïté, fransk-litauisk regissör
- Ariane Labed, fransk skådespelerska

## Priser
Huvudtävlan
- Guldpalmen – Shoplifters av Hirokazu Kore-eda
- Festivalens stora pris – BlacKkKlansman av Spike Lee
- Jurypriset – Cafarnaúm av Nadine Labaki
- Bästa kvinnliga skådespelare – Samal Jesljamova för Ajka
- Bästa manliga skådespelare  – Marcello Fonte för Dogman
- Bästa regi – Paweł Pawlikowski för Zimna wojna
- Bästa manuskript
  - Alice Rohrwacher för Lazzaro felice
  - Jafar Panahi för Se rokh
- Specialguldpalm – Le livre d'images av Jean-Luc Godard

Kortfilmer
- Guldpalmen för bästa kortfilm – All these creatures av Charles Williams
- Specialomnämnande – Yan bian shao nian av Wei Shujun

Un certain regard
- Un certain regard-priset – Gräns av Ali Abbasi
- Jurypriset – Chuva é cantoria na aldeia dos mortos av João Salaviza och Renée Nader Messora
- Bästa regi – Sergej Loznitsa för Donbass
- Bästa skådespelarinsats – Victor Polster för Girl
- Bästa manus - Meryem Benm'Barek-Aloïsi för Sofia

Cinéfondation
- Förstapriset – El verano del léon eléctrico av Diego Céspedes
- Andrapriset
  - Kalendar av Igor Poplauhin
  - Dong wu xiong meng av Shen Di
- Tredjepriset – Inanimate av Lucia Bulgheroni